# Die dampfenden Hälse der Pferde im Turm von Babel
Die dampfenden Hälse der Pferde im Turm von Babel ist ein Sprachspielbuch von Franz Fühmann, das 1978 im Kinderbuchverlag Berlin erschien, gewidmet der Kinderbibliothek Suhl, und 2005 vom Rostocker Hinstorff Verlag neu aufgelegt wurde. Die Illustrationen schuf Egbert Herfurth, die typografische Gestaltung besorgte Walter Schiller. Sprachwissenschaftliche Beratung erhielt der Verlag von Manfred Bierwisch. 

## Rahmenhandlung
Die von Langeweile geplagten Kinder Monica, Caroline, Emmanuel, Gabi und Jens entdecken während eines Urlaubs mit ihren Eltern den Spielplatz der Sprache. Angelockt durch die Sprachspiele der Kinder erscheint ihnen der Sprachgeist Küslübürtün, der sich auch gerne als „Großer und erhabener Geist des Wohlgefallen erregenden Sprachklangs, insbesondere der Vokalharmonie“ anreden lässt. Gemeinsam mit zwei weiteren Geistern mit den Namen Arthur Schopenhauer, kurz Arthur, und Christian Morgenstern – nicht ganz zufällig die Namen eines schriftstellerisch tätigen Philosophen sowie eines für seinen Wortwitz bekannten Dichters – führt er die Kinder spielerisch in die Welt der Sprachwissenschaft und -geschichte und vermittelt dabei linguistische Phänomene wie Anagramme, Komposita, Palindrome, Pseudonyme, Phraseologismen, Reimschemata, Homonymie und Polysemie sowie Sprachökonomie, Phonetik oder Onomastik. Die Vermittlung geschieht häufig durch Aufgaben oder Rätsel, die das Geistlein den Kindern aufträgt.
"Der Reichtum unserer Sprache wird sichtbar, ihre Fähigkeit, Verschiedenartiges auszudrücken: Sinn und Unsinn, Öffentliches und Verschwiegenes, Frage, Antwort, Ausruf, Spaß und Ernst, Erhabenes und Albernes, Poesie und Wissenschaft. Sie vermag Kurioses zu bieten, Witz, Spiel, Überraschung."

## Aufbau
Das Buch besteht aus zwölf Kapiteln, in denen sich auktorialer Erzähler und direkte Rede locker ablösen. Die in die Handlung integrierten Sprachrätsel sind zum Teil interaktiv gestaltet, sodass der Leser zum Mitmachen angehalten ist. Die Lösungen befinden sich am Ende des Buches.
„Was das Buch zum Sachbuch macht, sind die unglaublich vielen Informationen, die Fühmann unterbringt. Dazu benutzt er neben der Handlung auch noch das sogenannte Blaubuch, in das unsere beiden Geister viele Dinge hineinschreiben. Das Blaubuch als weiteren Kunstgriff markiert eben genau die Stelle, wo Leser (vor allem eben Kinder) ohne weiteres bis zum nächsten Kapitel weiterblättern können, ohne im weiteren Verständnisprobleme zu haben.“ Die Bezeichnung des „Blaubuches“ referiert möglicherweise auf Das blaue Buch Ludwig Wittgensteins, in welchem er Bild- und Sprachspiele sammelte.

## Besonderheiten der Neuauflage
In dem Buch werden zum Teil stark mit dem Alltag in der DDR verbundene und dadurch spezifische Ausdrücke verwendet, wie auch Begriffe, welche nach dem heutigen Sprachgebrauch als rassistisch geltende Konnotationen aufweisen. Aus diesem Grund fügte der Verlag bei seiner Wiederauflage des Buches ein erläuterndes und einordnendes Nachwort an.